# Norte da Inglaterra
O Norte da Inglaterra, também conhecido como o Norte ou o Norte do País, é uma área cultural da Inglaterra. Não é uma região oficial do governo, mas um conceito geográfico. Este artigo trata da área aproximada compreendida entre o rio Trent e o rio Dee ao sul, até a divisa com a Escócia, ao norte.
O Norte da Inglaterra possui três círculos eleitorais para efeitos de eleições para o Parlamento Europeu: Nordeste, Noroeste e Yorkshire e Humber. Estes têm uma população conjunta de cerca de 14,5 milhões de habitantes e uma área de 37 331 km².
Durante a Antiguidade a maior parte da área fazia parte da Brigância — terra natal dos brigantes e o maior reino britônico da Grã-Bretanha. Após a conquista romana da Britânia a cidade de Iorque tornou-se a capital da região, chamada Britânia Inferior, e mais tarde, Britânia Secunda. Na Britânia sub-romana surgiram novos reinos britônicos do Hen Ogledd (Antigo Norte). Os colonos anglos criaram a Bernícia e Deira das quais se derivou a Nortúmbria e uma Era de Ouro nas atividades culturais, acadêmicas e monásticas, centradas em torno de Lindisfarne e auxiliada por monges irlandeses. Os ataques viquingues dos nórdicos e gaélicos conquistaram o controle de grande parte da área, criando a Danelaw. Durante este tempo houve estreitas relações com Mann e as Ilhas, Dublim e Noruega. A Nortúmbria foi unificada com o restante da Inglaterra sob o governo de Edredo por volta de 952.
Após a conquista normanda, em 1066, o Massacre do Norte trouxe destruição e os normandos só alcançaram Carlisle em 1092, tanto foi assim, que a área não foi incluída no Domesday Book.
O Conselho do Norte existiu durante a Baixa Idade Média até a Comunidade da Inglaterra, após a Guerra Civil. A área sofreu com as lutas da fronteira anglo-escocesa até a unificação da Grã-Bretanha sob a Casa de Stuart.

## Definições
Linguisticamente
A concepção do Norte leva em conta a percepção de sotaques regionais "do Norte". Especialistas em dialetos históricos categorizam como norte a área ao norte de uma linha que começa no estuário do Humber, e corre ao longo do rio Wharfe até interceptar o rio Lune, no norte de Lancashire. Porém, os elementos linguísticos que tradicionalmente definiram esta área, tal como o uso de doon ao invés de down, e a substituição e de um -ang sonoro em palavras terminadas em -ong (por exemplo, lang ao invés de long), agora são apenas predominantes nas partes mais ao norte da região; essas características linguísticas podem refletir uma interpretação mais moderna de onde a linha se situa atualmente. Como o discurso mudou, há pouco consenso sobre o que define um sotaque ou dialeto "do Norte".
Geograficamente

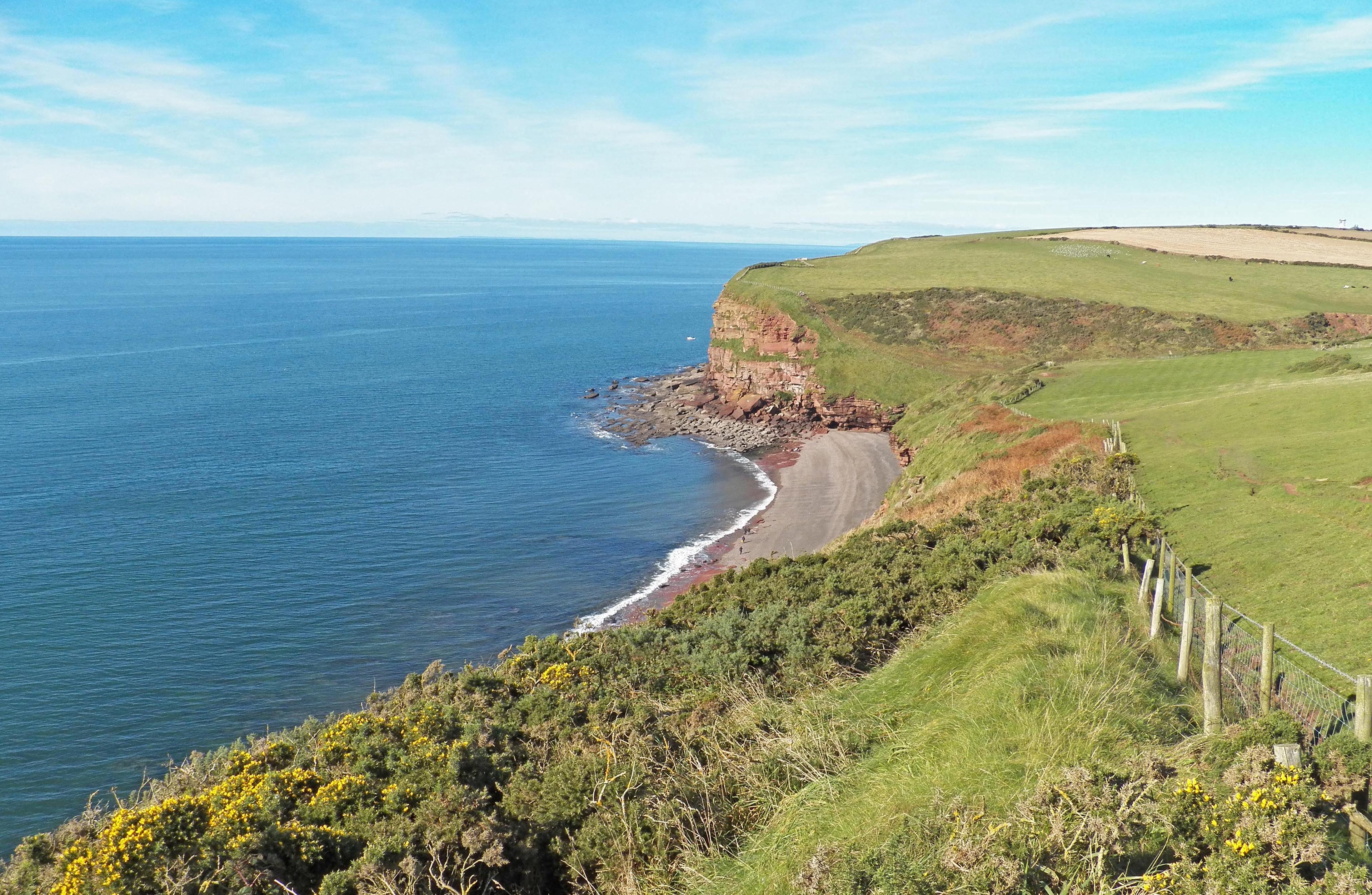
St Bees Head, o ponto mais ocidental do Norte da Inglaterra.

O norte de Inglaterra também pode ser considerado como a área (de costa a costa) em torno dos Peninos, uma região montanhosa muitas vezes referida como "a espinha dorsal da Inglaterra". Esta se estende desde os Montes Cheviot, na fronteira com a Escócia, até o Peak District. As áreas definidas eram antigamente dominadas pela indústria pesada e pela extração mineral e de transformação. A combinação da característica selvagem com a paisagem montanhosa da região, levou à concepção popular, principalmente por aqueles do sul da Inglaterra, do Norte ser uma "região sombria".
É uma área de paisagens contrastantes. Existem vários cinturões de urbanização, muitos dos quais formam uma grande faixa que vai de Liverpool até Leeds ao longo do corredor M62, depois, rumo ao sul até Sheffield ao longo do corredor M1. Há aglomerações ainda mais a nordeste e leste de Preston. Cerca de onze milhões de pessoas vivem na área coberta pelo Caminho do Norte, a maioria delas em suas maiores cidades: Leeds, Sheffield, Liverpool, Bradford, Hull e Manchester.
Regiões Oficiais do Governo
O Norte pode também ser considerado como contendo três Regiões Oficiais do Governo: Nordeste da Inglaterra, Noroeste da Inglaterra e Yorkshire e Humber. Esta área é composta pelos condados cerimoniais de Cheshire, Cúmbria, Durham, East Riding of Yorkshire, Grande Manchester, Lancashire, Merseyside, Northumberland, North Yorkshire, South Yorkshire, Tyne and Wear, West Yorkshire e parte de Lincolnshire. As regiões também possuem a North England Inward Investment Agency, uma agência patrocinada pelo governo do Reino Unido, que representa duas Agências de Desenvolvimento Regional do Norte da Inglaterra: Northwest Regional Development Agency (NWDA) e One Northeast (ONE).
Além disso, algumas áreas de Derbyshire e Nottinghamshire têm sido administrativamente associadas ao Norte. As cidades em High Peak, distrito metropolitano de Derbyshire, estão incluídas na área urbana da Grande Manchester, devido à sua proximidade com a cidade de Manchester, e antes disso, o distrito foi considerado parte da Greater Manchester Statutory City Region. Mais recentemente, os distritos de Chesterfield, North East Derbyshire, Bolsover, e Derbyshire Dales se juntaram aos distritos de South Yorkshire para formarem a Região da Cidade de Sheffield, juntamente com o distrito Bassetlaw de Nottinghamshire, embora para todos os outros propósitos, estes distritos ainda permanecem em seus respectivos condados de Midlands Orientais.
Condados históricos
Alternativamente, o Norte pode ser considerado como composto por sete condados históricos: Cheshire, Cumberland, Northumberland, Westmorland, Durham, Lancashire e Yorkshire.
Eclesiástico
O Norte da Inglaterra, às vezes é definido de forma a coincidir com a eclesiástica Província de Iorque, que é supervisionada pelo Arcebispo de Iorque. A Província inclui a Ilha de Man, que em termos eclesiásticos é a sede de Sodor e Man; ele também inclui na Diocese de Southwell e Nottingham os condados do norte de Nottinghamshire. Uma definição comparáveis em termos católicos romanos seria a Província de Liverpool.

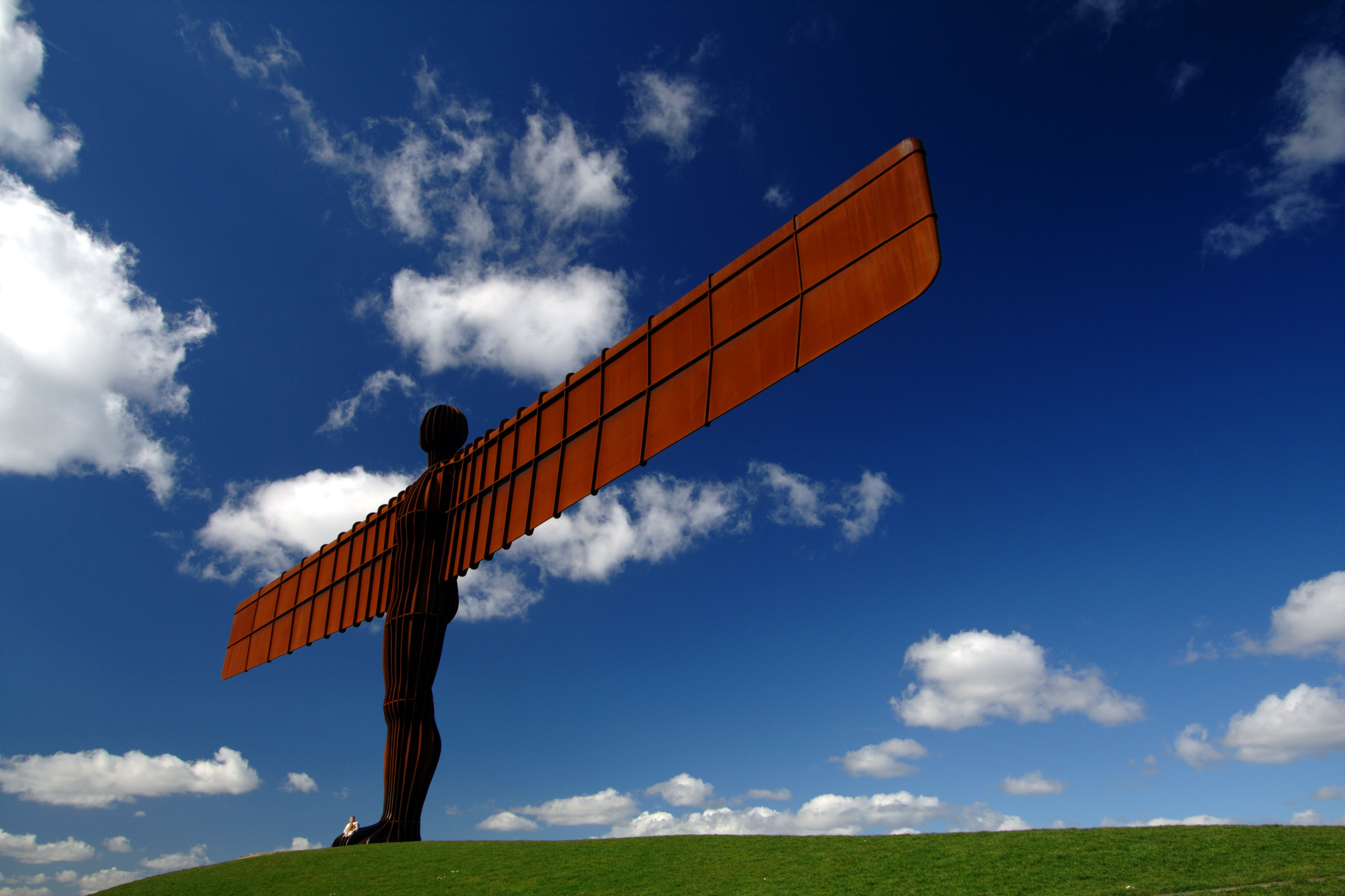
O Anjo do Norte

## História

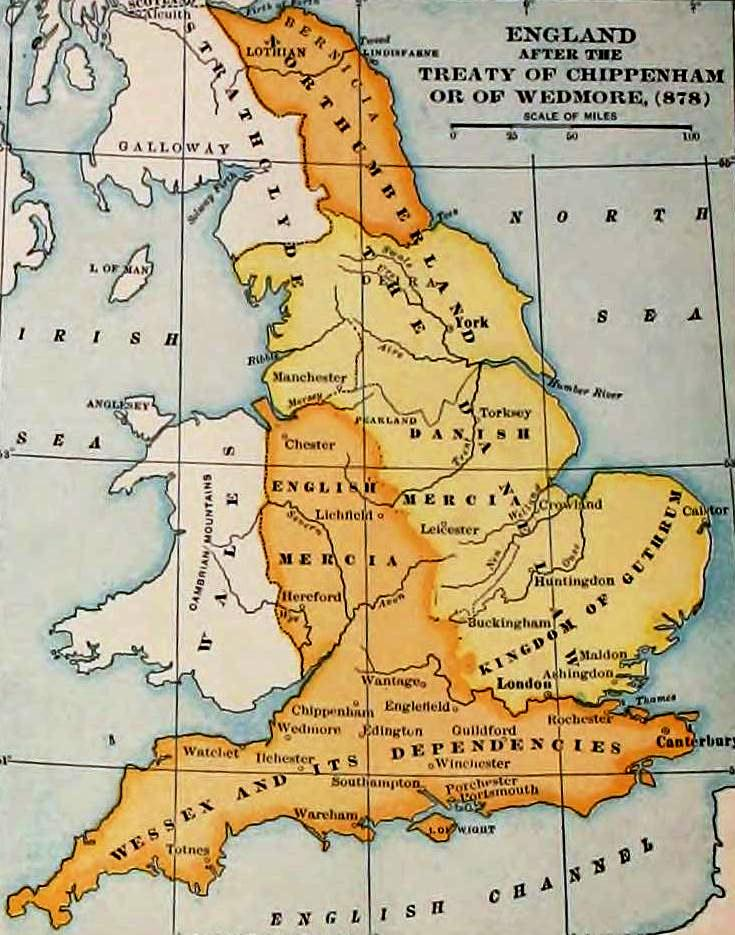
O Danelaw

Os romanos chamavam uma área semelhante ao norte da Inglaterra de Britânia Inferior e era governada a partir da cidade de Eboraco (atual Iorque). Os brigantes ocupavam a região entre os rios Tyne e Humber. A subcapital dominava o restante do território ao norte de lá, que incluiu, por um curto período, a parte das terras baixas da Escócia entre a Muralha de Adriano e a Muralha de Antonino.
Após a chegada dos anglos, saxões e jutos, o Norte foi dividido entre os reinos rivais: Bernícia e Deira. A Bernícia dominou as  terras ao norte do rio Tees, enquanto Deira correspondia aproximadamente à metade oriental da atual Yorkshire. Bernícia e Deira foram fundidas para formar a Nortúmbria, por Etelfrido, um rei da Bernícia que conquistou Deira por volta de 604. Uma área a leste e oeste dos montes Peninos foi dividida entre dois reinos celtas, Rheged (Cúmbria e Lancashire) e Elmet (West Riding of Yorkshire). O norte da Inglaterra forma uma grande parte do Hen Ogledd, um termo galês para 'Antigo Norte'. O noroeste da Inglaterra ainda mantém vestígios de uma cultura celta, e teve sua própria língua celta, o cúmbrico, falado predominantemente na Cúmbria até por volta do século XII.
O norte e o leste da Inglaterra estiveram sujeitos ao Direito dinamarquês (o Danelaw) durante a Era Viquingue, mas a parte norte do antigo reino anglo-saxão da Nortúmbria, permaneceu sob o controle anglo-saxão. O controle viquingue de certas áreas, particularmente em torno de Yorkshire, é lembrado na etimologia de muitos nomes de lugares e sobrenomes na área. Aspirações anglo-normandas na Paliçada da Irlanda têm algumas raízes nas incursões viquingue no Mar da Irlanda e na rota de comércio, que partiam de Iorque e atravessavam as áreas de Edimburgo-Glasgow, na Escócia, indo até Dublim, na Irlanda.
Historicamente, o Norte era controlado de Londres pelo Conselho do Norte, com sede na King's Manor, em Iorque, criado em 1484 por Ricardo III. Porém, as grandes decisões que afetavam o Norte da Inglaterra eram tomadas inteiramente em Londres, e este foi o motivo desta instituição ter sido abolida em 1641.
Como o centro da revolução industrial, o Norte da Inglaterra tem sido caracterizado, desde muito tempo, por seus centros industriais, desde as cidades moinho de Lancashire, centros têxteis de Yorkshire, estaleiros navais do Nordeste até as cidades mineiras encontradas em todo o Norte e os portos de pesca ao longo das costas leste e oeste. Contudo, embora grande parte do sul e do leste da Inglaterra, em geral, prosperou economicamente, o norte e o oeste mantiveram-se relativamente pobres, consequentemente, há atualmente muitos projetos de renovação urbana subsidiados pelo governo acontecendo nas vilas e cidades do norte, na esperança de explorar a falta de investimentos privados na área. Cinco das dez cidades mais populosas do Reino Unido estão no Norte.
O quadro não é bem claro, pois o norte possui áreas que são tão ricas quanto, se não forem mais ricas que, as áreas do sul, como Surrey. O "Triângulo de Ouro" de Yorkshire, que se estende do norte de Leeds até Harrogate e cruza em direção a Iorque, é um exemplo, de como é Cheshire. Igualmente, os condados, tais como a Cornualha, compartilham a privação econômica relativa frequentemente associada com o Norte.
Vestuário

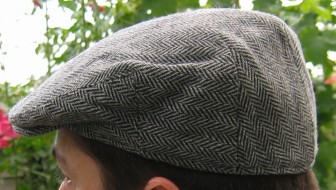
O boné de pano estereotipadamente associado ao Norte da Inglaterra é ainda usado atualmente.

O Norte da Inglaterra é muitas vezes estereotipadamente representado em eventos ou performances de palco através da roupa usada por homens e mulheres da classe operária durante o século XIX e início do XX, especialmente por aqueles que trabalham em fábricas, minas e fazendas. Os homens muitas vezes usam uma camisa flanelada de colarinho e mangas compridas; e calças com um colete ou jaqueta juntamente com um boné de pano. As mulheres usariam um vestido ou uma saia e blusa, com um avental em cima como a proteção contra a sujeira; nos meses mais frios elas muitas vezes usam um xale. Se não usassem sapatos de couro de amarrar, alguns homens e mulheres usariam tamancos ingleses, que eram resistentes (especialmente em fábricas com máquinas) e, portanto, duravam muito tempo. Como consequência de usá-los por períodos longo de tempo, um tipo de dança folclórica com tamancos conhecida como clogging foi primorosamente desenvolvida no Norte. Tradicionais dançarinos morris do noroeste da Inglaterra, também usam tamancos quando dançam o morris. As roupa eram modestas, mas respeitosas e consistiam de material simples como o algodão ou lã produzida pelas fábricas na região. A roupa usada naquele tempo inspiram a moda atual, incluindo o boné de pano que ainda é usado por alguns homens, e tamancos que hoje são feitos de materiais mais leves e evoluíram em para outras formas, como tamancos com tiras e saltos. Também inspirou canções como "She's a Lassie from Lancashire" de Florrie Forde.

## Religião

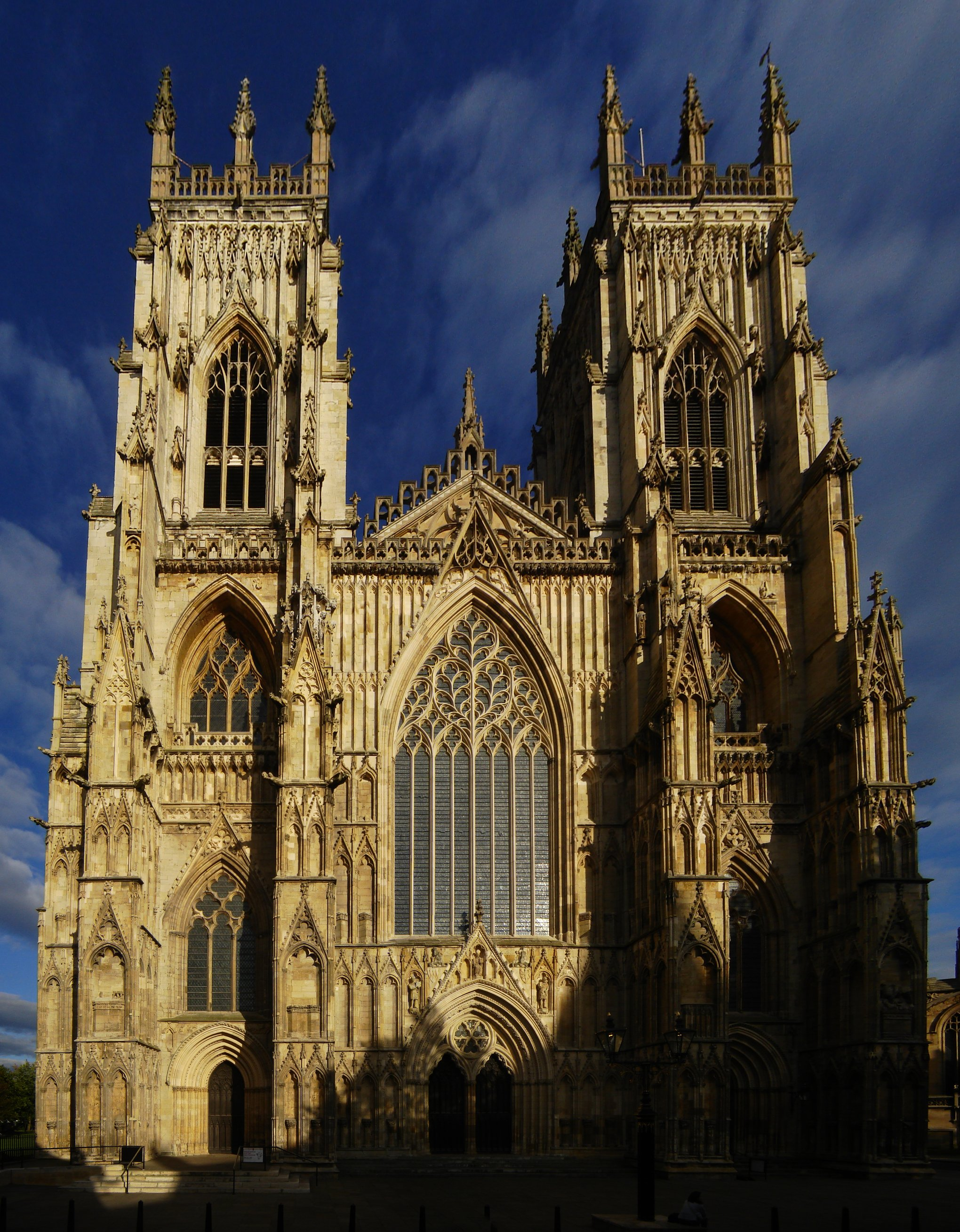
Catedral de Iorque.

Muitas religiões estão presentes no Norte da Inglaterra, com o cristianismo permanecendo a maior delas desde a Alta Idade Média; sua existência na Grã-Bretanha remonta à época romana e seu cristianismo céltico. A Santa Ilha de Lindisfarne desempenhou um papel essencial na cristianização da Nortúmbria, depois que Edano de Lindisfarne fundou um mosteiro lá como o primeiro Bispo de Lindisfarne atendendo a um pedido do rei Osvaldo. É conhecida pela criação dos Evangelhos de Lindisfarne e continua até nossos dias a ser um local de peregrinação. Paulino, como parte da missão gregoriana tornou-se o primeiro Bispo de Iorque. Foi no Sínodo de Whitby que os cálculos da Páscoa foram adequados aos cálculos romanos. Nos dias atuais, as três principais formas de cristianismo praticadas são: Anglicanismo, rito latino da Igreja Católica e Metodismo. Em termos de administração eclesiástica para a Igreja da Inglaterra a região norte é coberta pelo Província de Iorque, que é representada pelo Arcebispo de Iorque. Da mesma forma, com exceção da velha Cheshire, o Norte faz parte da administração católica pela Província de Liverpool, representada pelo Arcebispo de Liverpool.
Há uma população muçulmana considerável no Norte, que varia de zero por cento em muitas áreas rurais até 19,4% em Blackburn with Darwen.

## Esporte
Futebol
O futebol é o esporte mais popular no Norte da Inglaterra, e tem muitos grandes clubes, incluindo quatro das equipes mais bem sucedidas do país, Liverpool, Everton, Manchester City e Manchester United. Os clubes do Norte ganharam 77 vezes o título da liga inglesa, o que é mais do dobro do número de vitórias alcançadas pelo restante do país, levando-se em conta que a Football League predominantemente destacou clubes do Norte e Midlands durante as duas primeiras décadas da liga. Os grandes clubes do Norte recebem bastante apoio. Os maiores estádios de futebol do Norte são: Old Trafford e Etihad Stadium (Manchester), St. James' Park (Newcastle), Estádio da Luz (Sunderland), Anfield e Goodison Park (Liverpool), Bramall Lane e Hillsborough (Sheffield), Elland Road (Leeds) e Riverside Stadium (Middlesbrough).
Rugby
O rugby teve um cisma em 1895 com muitas equipes com sede em Yorkshire, Lancashire e áreas circundantes rompendo com a Rugby Football Union e formando a sua própria Liga de Rugby. A discordância que levou à separação foi sobre a questão dos pagamentos profissionais, e "tempo parado" ou pagamentos por lesão.
O Norte formou um poderoso time da União de Rugby nas décadas de 1970, 1980 e 1990 que ficou famoso ao vencer os jogos contra os All Blacks da Nova Zelândia e os Wallabies da Austrália. Entre seus ex-jogadores estão: Bill Beaumont, Will Carling e Rory Underwood, mas mais recentemente tem visto as equipes regionais se tornarem relativamente mais fracas, com futebol, críquete e a liga de rugby sendo citadas como mais populares em toda a região.

## Leituras adicionais
- Holder, Judith (2005) It's Not Grim Up North. Londres: BBC Books ISBN 0-563-52281-X
- Stuart Maconie (fevereiro de 2007). Pies and Prejudice: In Search of the North. Londres: Ebury Press. ISBN 978-0-09-191022-8
- Turner, Graham (1967) The North Country. Londres: Eyre & Spottiswoode
- Wainwright, Martin (2009) True North. Londres: Guardian Books ISBN 978-0-85265-113-1